# Desa Moncek Barat
Desa Moncek Barat är en administrativ by i Indonesien.   Den ligger i provinsen Jawa Timur, i den västra delen av landet, 800 km öster om huvudstaden Jakarta. Desa Moncek Barat ligger på ön Madura.